# Javier López Narváez
Javier López Narváez, más conocido como Narváez, es un cantautor, compositor, arreglista, escritor, y periodista ecuatoriano. Conocido por fusionar ritmos tradicionales ecuatorianos con otros más globales en los que predominan el pop, el rock y el funk. 
Ha publicado dos discos de estudio y uno en directo, y ha trabajado en colaboración con  artistas ecuatorianos como La Toquilla, Benjamín Vanegas o Mateo Kingman, también ha compuesto para varios artistas tales como Papaya Dada, Paola Montalván, Paúl Salazar o José René, entre otros. 
Sus letras se caracterizan por tener un componente literario que algunas veces enfatiza formas poéticas propias del siglo de oro español, como el soneto o la décima, y que contienen un fuerte carácter narrativo, por lo que su música muchas veces pone en primer plano la letra por encima del componente musical. Su música pone un énfasis especial en las sonoridades del folclor latinoamericano llevada a un contexto de pop contemporáneo.
En su faceta literaria ha publicado los relatos "Rostro", "La Noche de los fantasmas", entre otros.

## Biografía

### Primeros años
Narváez nació el 27 de enero de 1983.
Empezó a estudiar guitarra a los 7 años en Colombia y continuó sus estudios musicales de manera intermitente durante toda su niñez y adolescencia. Vivió en Santiago de Chile entre los 8 y los 10 años, y llegó a conocer su natal Quito al cumplir los 10 años; ciudad en la que reside hasta hoy.

### Estudios e inicios musicales
Obtuvo la licenciatura en Música Contemporánea en la Universidad San Francisco de Quito, que es parte de la red Berklee College of Music Network. 
Durante su etapa estudiantil fundó el grupo de Rock Latino "Lágrima de Cocodrilo", con el que grabó un demo de 3 canciones. Después fue miembro del grupo de jazz vocal Solovox entre 2003 y 2007. Fungió como director y arreglista del grupo Clone (Ensamble Vocal) entre 2007 a 2009, año en el que se separó de la agrupación para dedicarse a su carrera en solitario. 
De manera paralela estudió Comunicación Social Para El Desarrollo en la Universidad Politécnica Salesiana, cuya licenciatura fue obtenida en 2007 luego de presentar una tesis que planteaba, a nivel teórico, la manifestación y reproducción de la identidad mestiza ecuatoriana utilizando la fusión musical como estrategia de comunicación masiva; idea que alrededor de ocho años después quiso llevar a la práctica con la creación del Pop Mestizo, para la publicación de su segundo álbum de estudio, El País de las Últimas Cosas.
En 2005 obtuvo el Segundo Lugar en el V Concurso de Cuento Para Estudiantes Universitarios convocado por la Universidad San Francisco de Quito, con el relato "Un Cadáver Sobre Los Rosales"; y ese mismo año se publicó su primer relato en la revista literaria El Búho.

### Desamor en 7 pecados
Después de haberse graduado de la universidad, Javier López Narváez comenzó a trabajar en su primer disco de estudio, a nivel independiente, para lo cual contó con la producción de la ecuatoriana Carolina Rosero. El disco se comenzó a trabajar a nivel de preproducción y grabación en el año 2007; sin embargo, varias complicaciones a nivel económico y a nivel de producción determinaron que salga al mercado 4 años después, en 2011, bajo el nombre de Desamor en 7 pecados, que apareció firmado por Javier López. 
Durante ese período, Javier López Narváez trabajó como periodista de cultura y espectáculos en Diario El Telégrafo, hasta el primer trimestre de 2009; y ejerció la comunicación institucional hasta la aparición del disco. 
Desamor en 7 pecados se realizó desde la perspectiva de recopilar canciones escritas por Javier López Narváez, y trabajar arreglos que fusionan música de tradición latina con pop, rock, y un fuerte componente jazz que reflejaba el influjo del programa académico Berklee; elemento que prácticamente desaparece en las próximas producciones, aunque mantiene ciertos detalles de armonías y texturas instrumentales. 
Este disco también tiene un fuerte influjo del Caribe, en especial del Caribe colombiano, por lo que explora géneros como el bolero, el son, la cumbia y el bullerengue; aunque es un disco con sonoridades muy heterogéneas, por lo que se pueden encontrar influencias de Cabas, Carlos Vives, Fito Páez, Cruks en Karnak, Enrique Bunbury y Elvis Presley.

### Paréntesis musical
Para la presentación de Desamor en 7 pecados, comenzó una gira de bares que se vio interrumpida cuando, en 2012 Javier López Narváez asumió la Dirección Nacional de Industria Fonográfica, en el Ministerio de Cultura de Ecuador; cargo que ejerció hasta inicios de 2015.
Aunque durante este período se detuvo su carrera artística, nunca dejó de trabajar en producción musical. Impulsó la creación del concurso de producciones musicales Fondo Fonográfico, cuya primera edición se llevó a cabo en 2012, y que terminó, luego de 4 ediciones, en el año 2015. Durante su vigencia, este concurso se convirtió en una especie de semillero de nuevos artistas ecuatorianos, convirtiéndose Javier López Narváez en la figura que descubrió artistas de la talla de Benjamín Vanegas, la agrupación Taribo, el pianista lojano de jazz Hitalo Coello, o los grupos de rock Perla Negra en Quito y Los Brigante en Guayaquil, entre otros. Con los ganadores de la convocatoria Fondo Fonográfico 2012 se lanzó una colección de 9 álbumes que obtuvo el Premio Internacional Cubadisco 2013. 
Impulsó la creación y promoción de las colecciones de Antologías de Música Ecuatoriana en diversos géneros tales como Tradicional, Baladas Pop, Rock, Cumbia de Orquestas, Pasillo, entre otros, con la finalidad de cubrir la necesidad de música ecuatoriana ante la promulgación en 2013 de la "ley 1x1" que obliga a las radios a poner una canción ecuatoriana por cada canción extranjera en su parrilla de rotación musical. De esta colección destaca la trilogía "Leyendas de Nuestra Música", que contó con Juan Fernando Velasco como productor musical; y el disco "La mitad de mi mundo", que juntó a varios artistas ecuatorianos, noveles y consagrados, con el intérprete chileno Alberto Plaza.  Archivado el 5 de junio de 2015 en Wayback Machine.  .
Parte de su gestión en la Dirección de Industria Fonográfica fue poner al Ecuador en el mapa de los mercados internacionales de música, abriendo puertas en espacios tales como Circulart (2012), Cubadisco (2012 - 2013), MICA (2013), MICSUR (2014) y Mercado Musical del Pacífico (2014). Además llevó a cabo el primer (y hasta el momento, único) diagnóstico del sector musical ecuatoriano a partir del levantamiento de datos laborales, económicos y de consumo; proponiendo un plan de política pública para el sector, que no alcanzó a poner en práctica debido a que, por diferencias con el ministro Francisco Borja, nombrado a finales de 2014, Javier López Narváez deja su cargo en enero de 2015.

### Retorno: El país de las últimas cosas
En 2013, Javier López Narváez comenzó a trabajar junto al productor musical Esteban Portugal, con quien realizó una versión electrónica del bolero Volver a verte cuya versión original salió en Desamor en 7 pecados. Pese a que esta producción salió al mercado en plataformas digitales, no tuvo mayor impacto debido a la poca promoción que tuvo. Por otro lado, y también como resultado de la colaboración con Esteban Portugal, Javier López Narváez escribe las canciones "Zapatea" (en coautoría de Esteban Portugal y Abner Pérez); y "Sabes bien", para la agrupación Papaya Dada.
Una vez alejado del cargo público, con Esteban Portugal como productor, en 2015 inicia la grabación de su segundo álbum de estudio, El País de las Últimas Cosas, cuya preproducción y maquetas ya se habían venido trabajando varios meses antes.
En este disco, López Narváez concreta la idea del mestizaje musical propuesta en 2007 para su tesis de grado, en una fusión de géneros tradicionales del Ecuador con pop, funk y rock; fusión a la que denomina Pop Mestizo.
Al igual que el disco anterior, Desamor en 7 pecados es heterogéneo en cuanto a los géneros musicales que presenta en cada canción, aunque está mucho más clara la idea de la fusión que presenta, y tiene un hilo conductor muy claro. Aquí se acentúan los sonidos originarios, dejando de lado baladas y sonoridades genéricas. 
A nivel lírico, se nota una mayor y más marcada influencia literaria con respecto al álbum anterior. Incluye obras como Deudas mal pagadas que es una canción compuesta por dos sonetos en la variante de Soneto inglés; mientras que el tema Cantarle al Ecuador contiene tres décimas espinelas. De hecho, la primera de aquellas décimas fue incluida en el texto de lenguaje para estudiantes de sexto grado de primaria de la editorial Santillana. Por su parte, la canción Túnel es un microrrelato que narra un femicidio, basado en la novela El túnel de Ernesto Sabato.
A nivel musical, se desarrollan géneros tradicionales del Ecuador tales como el Pasillo, la Tonada, el Andarele, la Bomba, el Bunde, y el Vals Criollo; e incluye dos ritmos colombianos en honor a sus antepasados y los recuerdos de su infancia: cumbia y vallenato. 
Además este disco cuenta con la colaboración de músicos de las agrupaciones Los Garles (Aldrin Espinoza y Javier García); Taribo (Benjamín Vanegas y Tito Ponguillo); así como el legendario acordeonista Paco Godoy y la intérprete lojana Viviana González.
Este disco salió bajo el nombre artístico "Narváez", que fue sugerido por el productor debido a que, además de ser más sonoro y menos común, separaba al exfuncionario público Javier López del artista Narváez.
El sencillo Cantarle Al Ecuador salió a mediados de 2015 con la idea de acompañar la participación de la Selección ecuatoriana de fútbol en la Copa América, pero la canción corrió la misma suerte de la selección en dicho torneo.

### Serie web, Semilla nueva y distribución internacional
En 2016 se lanzó el sencillo Tu canción, para lo cual se publicó en redes una miniserie documental denominada El País de las últimas cosas que en tres capítulos derededor de 5 minutos cada uno, cuenta la historia de la música Bomba, originaria del Valle del Chota en Ecuador, y el proceso de fusión que desemboca en el Pop Mestizo de Narváez.
Dicha serie tuvo relativo éxito y sirvió como trampolín tanto para la canción, como para presentar al Pop Mestizo de manera oficial. Por esta razón, además, Narváez recibió duras críticas por parte de ciertos sectores puristas de la música tradicional afroecuatoriana, quienes lo acusaron de irrumpir y deformar un legado cultural ancestral. Esta oposición al Pop Mestizo está presente sobre todo en la ciudad de Quito, ya que en regiones como el Valle del Chota o Esmeraldas se recibe bastante bien las ideas de la innovación.
A pocos meses de haberse estrenado la serie, en abril de 2016, ecuador sufre un terremoto de 7.8 Mw. que dejó estragos, miles de desaparecidos y centenares de muertos en la costa, en especial la provincia de Manabí. Todo el país se movilizó para ayudar a los damnificados, ante lo cual Narváez impulsó a nivel privado el proyecto "Semilla Nueva", que, en alianza con la Fundación Manabí Camella, buscaba la recuperación de la zona pesquera de Jaramijó. El proyecto tuvo como punta de lanza la canción Semilla Nueva, escrita por Narváez y Abner Pérez; e interpretada por varios artistas ecuatorianos como La Toquilla, EVHA, Mateo Kingman, Bocapelo, entre otros. Esta canción terminó convirtiéndose en el sencillo de Narváez de 2017.
A mediados de 2017, Narváez se vincula con el sello discográfico español Ace Music, con quien finalmente se lanzó de manera oficial el disco El País de las Últimas Cosas, en una versión extendida que incluyó la canción Semilla Nueva, la versión electrónica de Volver a Verte, la versión en Bunde tradicional del tema Cantarle Al Ecuador interpretada por el Grupo Taribo, y una segunda versión del tema Canción que no enamora a dúo con la intérprete lojana Viviana González. Gracias a la alianza con Ace Music, Narváez ha sido incluido en 3 compilados de circulación en España, el más reciente de los cuales, Destino Europa, incluyó la canción Túnel en mayo de 2019.

### Gira UIO9 y álbum en vivo
Durante 2017, Narváez se alió con el productor Gustavo Bedón para ser parte de la GIRA UIO9, durante la que compartió diversos escenarios con el cantautor David González y el grupo Trombonarte. La gira, que duró todo ese año, terminó el 15 de diciembre con una presentación en el Teatro México de Quito, durante la cual se realizó la grabación del primer álbum en vivo de Narváez. 
El álbum En Vivo desde el Teatro México de Quito fue lanzado en 2018 bajo el sello Ace Music, y tuvo dos sencillos: Dos Regalos y Curioso Malentendido. Los videos de la presentación están disponibles en Youtube.

## Discografía
| Año  | Álbum                                             | Tipo             | Formato                       | Discográfica  | Sencillos                                                                       |
| ---- | ------------------------------------------------- | ---------------- | ----------------------------- | ------------- | ------------------------------------------------------------------------------- |
| 2011 | Desamor en 7 pecados                              | Álbum de estudio | CD y En línea                 | Independiente | Tan grande (2011)                                                               |
| 2011 | Desamor en 7 pecados                              | Álbum de estudio | CD y En línea                 | Independiente | Volver a verte (2013)                                                           |
| 2017 | El país de las últimas cosas                      | Álbum de estudio | Postal descargable y En línea | Ace Music     | Cantarle al Ecuador (2015) Archivado el 12 de marzo de 2016 en Wayback Machine. |
| 2017 | El país de las últimas cosas                      | Álbum de estudio | Postal descargable y En línea | Ace Music     | Tu canción (2016)                                                               |
| 2017 | El país de las últimas cosas                      | Álbum de estudio | Postal descargable y En línea | Ace Music     | Canción que no enamora (2017)                                                   |
| 2017 | El país de las últimas cosas                      | Álbum de estudio | Postal descargable y En línea | Ace Music     | Curioso malentendido (2018)                                                     |
| 2017 | El país de las últimas cosas                      | Álbum de estudio | Postal descargable y En línea | Ace Music     | ¿Cuánto cuesta tu amor? (2019)                                                  |
| 2018 | Narváez en vivo (desde el Teatro México de Quito) | Álbum en directo | En línea                      | Ace Music     | Dos regalos (2018)                                                              |
| 2018 | Narváez en vivo (desde el Teatro México de Quito) | Álbum en directo | En línea                      | Ace Music     | Curioso malentendido (2018)                                                     |
| 2020 | El vino y la sal                                  | Sencillo         | En línea                      | ACE Music     |                                                                                 |
| 2020 | El vino y la sal                                  | Sencillo         | En línea                      | ACE Music     | El vino y la sal (2020)                                                         |
| 2021 | No digas nada                                     | Sencillo         | En línea                      | ACE Music     |                                                                                 |
| 2021 | No digas nada                                     | Sencillo         | En línea                      | ACE Music     | No digas nada (2021)                                                            |
| 2022 | De lo que te pierdes                              | Sencillo         | En línea                      | ACE Music     |                                                                                 |
| 2022 | De lo que te pierdes                              | Sencillo         | En línea                      | ACE Music     | De lo que te pierdes (2022)                                                     |
| 2024 | Gente Rara                                        | Sencillo         | En línea                      | ACE Music     |                                                                                 |
| 2024 | Gente Rara                                        | Sencillo         | En línea                      | ACE Music     | Gente Rara (2024)                                                               |

## Compilatorios
- Expomúsica 2016 - El CD compilatorio Expomúsica 2016 incluyó los temas "Tu Canción" y "Cantarle al Ecuador", de Narváez
- Lo Mejor de Aquí y de Allá. Vol. 3 - 2017 incluyó el tema "Canción que no enamora", de Narváez
- Todo Por Ti Madre - 2018 incluyó el tema "Tu Canción", de Narváez
- Lo Mejor de Aquí y de Allá. Vol. 4 - 2018 incluyó el tema "Dos Regalos", de Narváez
- Destino Europa - 2019 incluyó el tema "Túnel", de Narváez

## Canciones de autoría de Javier López Narváez interpretadas por otros artistas
| Canción                                   | Artista/Banda                                                             | Año  | Álbum/Sencillo               | Letra/Música   | Editora/SGC              | Coautor(es)          |
| ----------------------------------------- | ------------------------------------------------------------------------- | ---- | ---------------------------- | -------------- | ------------------------ | -------------------- |
| Zapatea                                   | Papaya Dada                                                               | 2015 | Chicha radioactiva           | Letra          | Pacific Music Publishing | Abner Pérez          |
| Zapatea                                   | Papaya Dada                                                               | 2015 | Chicha radioactiva           | Letra          | SAYCE                    | Esteban Portugal     |
| Semilla Nueva                             | La Toquilla                                                               | 2017 | Sencillo                     | Letra y música | Pacific Music Publishing | Abner Pérez          |
| Semilla Nueva                             | Mateo Kingman                                                             | 2017 | Sencillo                     | Letra y música | Pacific Music Publishing | Abner Pérez          |
| Semilla Nueva                             | Ana Passeri                                                               | 2017 | Sencillo                     | Letra y música | Pacific Music Publishing | Abner Pérez          |
| Semilla Nueva                             | Bocapelo                                                                  | 2017 | Sencillo                     | Letra y música | Pacific Music Publishing | Abner Pérez          |
| Semilla Nueva                             | Pepe Trini                                                                | 2017 | Sencillo                     | Letra y música | SAYCE                    | Abner Pérez          |
| Semilla Nueva                             | Renata Nieto (EVHA)                                                       | 2017 | Sencillo                     | Letra y música | SAYCE                    | Abner Pérez          |
| Semilla Nueva                             | Diego Velásquez (FonoFunk)                                                | 2017 | Sencillo                     | Letra y música | SAYCE                    | Abner Pérez          |
| Cantarle al Ecuador (Versión Tradicional) | Benjamín Vanegas                                                          | 2017 | El país de las últimas cosas | Letra          | Pacific Music Publishing | Benjamín Vanegas     |
| Cantarle al Ecuador (Versión Tradicional) | Taribo                                                                    | 2017 | El país de las últimas cosas | Letra          | Pacific Music Publishing | Benjamín Vanegas     |
| Bomba Negra                               | Paúl Salazar y El Bullerengue                                             | 2017 | Sencillo                     | Letra          | Pacific Music Publishing | Andrés López Narváez |
| Soledad                                   | Paola Montalván Archivado el 26 de septiembre de 2019 en Wayback Machine. | 2018 | Suerte o muerte              | Letra y música | SAYCE                    | N/A                  |
| Deudas mal pagadas                        | Paola Montalván Archivado el 26 de septiembre de 2019 en Wayback Machine. | 2018 | Suerte o muerte              | Letra y música | Pacific Music Publishing | Esteban Portugal     |
| Deudas mal pagadas                        | Paola Montalván Archivado el 26 de septiembre de 2019 en Wayback Machine. | 2018 | Suerte o muerte              | Letra y música | SAYCE                    | Esteban Portugal     |

## Músicos acompañantes en vivo
| Integrante               | Instrumento(s)      | Período en la banda |
| ------------------------ | ------------------- | ------------------- |
| Fernando "Negro" Mencías | Guitarras           | 2018-2020           |
| Jisnery Chávez           | Bajo y coro         | Desde 2019          |
| Anthony Ruano            | Marimba y coro      | 2017-2019           |
| Gustavo Bedón            | Batería y percusión | 2015-2019           |
| Miguel Zúñiga            | Percusión           | Desde 2019          |

### Otros músicos

#### Músicos en vivo
| Integrante             | Instrumento(s)               | Período          |
| ---------------------- | ---------------------------- | ---------------- |
| Karina Clavijo         | Marimba                      | 2019             |
| Aryam Varona           | Bajo                         | 2018             |
| Génesis Demera         | Coro                         | 2017             |
| Juan Carlos Yánez      | Guitarras                    | 2017             |
| Juan Diego Rosales     | Bajo                         | 2017             |
| Hernán Herrera         | Percusión                    | 2017             |
| Erick Alarcón          | Teclado                      | 2017             |
| David Panchi           | Teclado                      | 2015-2017        |
| Esteban Castro         | Guitarras                    | 2015-2017        |
| Tito Ponguillo         | Marimba                      | 2015-2017        |
| Pato Vásquez           | Percusión                    | 2015-2017        |
| Jorge Rojas            | Bajo                         | 2015-2017        |
| Agustín Gómez          | Percusión                    | 2015             |
| Jud Wellington         | Marimba                      | 2015             |
| Martín Hidalgo         | Guitarras                    | 2015             |
| María Katherina        | Coro                         | 2014             |
| Ivonne Armas           | Coro                         | 2014             |
| David Villareal        | Guitarras                    | 2014             |
| Diego Carvajal         | Bajo                         | 2014             |
| Camilo Urbano          | Percusión                    | 2014             |
| / Andrés López Narváez | Batería                      | 2011-2014        |
| Alfredo Ponce          | Teclados                     | 2011-2014        |
| Horacio Valdivieso     | Guitarras                    | 2011-2014        |
| Santiago Herrera       | Bajo                         | 2011-2014 y 2017 |
| Ma. Fernanda Naranjo   | Coro                         | 2011-2013        |
| Carlos Sánchez         | Percusión                    | 2011             |
| Franklin Martínez      | Gaita colombiana y percusión | 2011             |

#### Músicos en estudio
| Músico                 | Instrumento(s) | Año         |
| ---------------------- | -------------- | ----------- |
| Ma. Silena Ovalle      | Acordeón       | 2020        |
| Horacio Valdivieso     | Guitarras      | 2015 y 2020 |
| / Andrés López Narváez | Batería        | 2015        |
| Jennifer Byron         | Coro           | 2015        |
| Miguel Gallardo        | Teclados       | 2015        |
| Pablo Vicencio         | Percusión      | 2015        |
| Esteban Portugal       | Bajo           | 2015        |
| Javier "Vija" Baquero  | Piano          | 2011        |
| Paúl Caraguay          | Teclados       | 2011        |
| Carlos Chong           | Guitarras      | 2011        |
| Diego Carvajal         | Guitarras      | 2011        |
| Edwin Proaño           | Bajo           | 2011        |
| Ivette Varona          | Coro           | 2011        |
| Alexey Martínez        | Coro           | 2011        |
| Diego Miño             | Percusión      | 2011 y 2020 |
| Pato Vásquez           | Percusión      | 2011        |
| Sergio Reggiani        | Batería        | 2011        |